# Danh sách bài hát của Hannah Montana

## Các bài hát

### Hannah Montana Nhạc phim Mùa 1: 24 tháng 10 năm 2006
| # | Tập giới thiệu                              | Tên bài                   |
| - | ------------------------------------------- | ------------------------- |
| 1 | "Bài hát chính thức"                        | "The Best of Both Worlds" |
| 2 | "Lilly, Do You Want To Know A Secret?"      | "This Is the Life"        |
| 3 | "Good Golly, Miss Dolly"                    | "Who Said"                |
| 3 | "Good Golly, Miss Dolly"                    | "If We Were A Movie"      |
| 4 | "Miley Get Your Gum"                        | "Just Like You"           |
| 5 | "She's A Supersneak"                        | "Pumpin' Up the Party"    |
| 6 | "We Are Family: Now Get Me Some Water!"     | "I Got Nerve"             |
| 7 | "I Can't Make You Love Hannah If You Don't" | "The Other Side of Me"    |

### Hannah Montana Nhạc phim Mùa 2: 26 tháng 6 năm 2007
| # | Tập giới thiệu                                 | Tên bài                   |
| - | ---------------------------------------------- | ------------------------- |
| 1 | "Me and Rico Down by the School Yard"          | "Make Some Noise"         |
| 2 | "Me and Mr. Jonas and Mr. Jonas and Mr. Jonas" | "We Got the Party"        |
| 3 | "Get Down Study-udy-udy"                       | "Nobody's Perfect"        |
| 4 | "Bye Bye Ball"                                 | "Rock Star"               |
| 5 | "When You Wish You Were The Star"              | "Old Blue Jeans"          |
| 6 | "I Am Hannah, Hear Me Croak"                   | "Life's What You Make It" |
| 6 | "I Am Hannah, Hear Me Croak"                   | "You and Me Together"     |
| 7 | "You Are So Sue-Able To Me"                    | "One in a Million"        |
| 8 | "Sleepwalk This Way"                           | "Bigger Than Us"          |
| 9 | "Cuffs Will Keep Us Together"                  | "True Friend"             |

### Nhạc phim Hannah Montana Mùa 3/Hannah Montana: The Movie: 24 tháng 3 năm 2009
| Tập    | Tên tập                                  | Tên bài               |
| ------ | ---------------------------------------- | --------------------- |
| S3.E1  | "He Ain't a Hottie, He's my Brother"     | "Supergirl"           |
| S3.E11 | "Knock Knock Knockin' on Jackson's Head" | "Let's Chill"         |
| S3.E14 | "Promma Mia"                             | "I Wanna Know You"    |
| TBA    | TBA                                      | "It's All Right Here" |
| TBA    | TBA                                      | "Every Part of Me"    |
| TBA    | TBA                                      | "Mixed Up"            |
| TBA    | TBA                                      | "Just a Girl"         |
| TBA    | TBA                                      | "Are You Ready"       |

| Tên phim                    | Tên bài |
| --------------------------- | --- |
| "Hannah Montana: The Movie" | - You'll Always Find Your Way Back Home - Let's Get Crazy - The Good Life - Let's Do This - Spotlight - What's Not To Like - The Best Of Both Worlds: The 2009 Movie Mix |